# Berbezit
Berbezit é uma comuna francesa na região administrativa de Auvérnia-Ródano-Alpes, no departamento de Alto Loire. Estende-se por uma área de 10,38 km². Em 2010 a comuna tinha 46 habitantes (densidade: 4,4 hab./km²).